# Aoua Kéita
Aoua Kéita (Bamako, 12 luglio 1912 – Bamako, 7 maggio 1980) è stata una politica e scrittrice maliana indipendentista.

## Biografia
Nacque a Bamako in quello che allora era il Sudan francese. Suo padre Karamogo Kéita proveniva dalla Guinea, aveva combattuto nella prima guerra mondiale ed era un membro del servizio di igiene coloniale. Sua madre Miriam Coulibaly proveniva dalla Costa d'Avorio. 
Nel 1923 suo padre iscrisse Aoua alla prima scuola femminile di Bamako, nonostante l'opposizione di sua madre. Nel 1928 si laureò al Foyer des métisses di Bamako, un collegio principalmente per ragazze di razza mista a cui alcuni africani potevano iscriversi. Tre anni dopo completò i suoi studi presso l'École de Médecine de Dakar e divenne ostetrica. Lavorò per 12 anni per il governo coloniale a Gao. 
Nel 1935 sposò il medico Daouda Diawara, il quale suscitò il suo interesse per la politica. Aderirono al partito Rassemblement Démocratique Africain (RDA) alla sua fondazione nel 1946. Quell'anno assistette alla nascita di Alpha Oumar Konaré, futuro presidente del Mali, a Kayes. Kéita e Diawara divorziarono nel 1949 sotto la pressione della madre di quest'ultimo, quando divenne chiaro che Kéita non poteva avere figli. Fu punita per il suo attivismo anti-coloniale essendo stata assegnata a località sempre più remote, tra cui Gao nel 1950 e Nara a metà degli anni '50. Nel 1951 rinunciò alla sua cittadinanza francese e si candidò con la RDA alle elezioni francesi del 1951. Nel settembre 1958 fu eletta nell'organo esecutivo della RDA, il Bureau Politique National. Nel 1959 fu eletta al Parlamento, in rappresentanza di Sikasso.  Inoltre fece parte del comitato incaricato di redigere la costituzione della repubblica sudanese (nome precedente del Mali). 
Il Mali ottenne la sua indipendenza nel 1960. Quell'anno fu l'unica donna eletta alla nuova Assemblea nazionale e l'unica donna all'interno della leadership del partito. Fu inoltre segretaria generale della Commission Sociale des Femmes fin dalla sua istituzione nel 1962. Negli anni '60 tuttavia, fu cacciata dal potere nella RDA sempre più radicalizzata dalla rivale di lunga data Mariam Keïta, moglie del primo presidente del Mali Modibo Keïta.
Nel 1966 rinunciò ai suoi doveri di ostetrica. Quando la presidenza di Modibo Keïta fu rovesciata in un colpo di stato del 1968, lasciò il paese. Negli anni '70 lei e il suo secondo marito Djimé Diallo vissero a Brazzaville, nella Repubblica del Congo. Pubblicò la sua autobiografia nel 1975 dal titolo Femme d'Afrique. La vie d'Aoua Kéita racontée par elle-même. Quando le condizioni in Mali migliorarono e peggiorarono in Congo, si trasferirono a Bamako nel 1979, dove morì l'anno successivo. 
Ricevette numerosi premi e riconoscimenti da diverse nazioni africane.

## Opere
- Femme d'Afrique. La vie d'Aoua Kéita racontée par elle-même. Parigi: Présence Africaine, 1975 (397pp.). ISBN 2-7087-0320-X